# Kawakaze-Klasse
Die Kawakaze-Klasse (japanisch 江風型駆逐艦 ‚Kawakaze-gata kuchikukan‘) war eine Klasse von zwei Zerstörern der Kaiserlich Japanischen Marine, die während des Ersten Weltkrieges gebaut wurden und bis Mitte der 1930er Jahre in Dienst standen.

## Allgemeines
Die Klasse bestand aus zwei Zerstörern großer Reichweite, verbesserte Isokaze-Klasse, die im Rahmen des Acht-Vier-Flottenprogramms von 1916 geplant wurden, um die neuen Schlachtschiffe der Nagato-Klasse bzw. die Leichten Kreuzer der Tenryū-Klasse zu sichern.

## Liste der Schiffe
| Name            | Bauwerft             | Kiellegung         | Stapellauf       | Indienststellung  | Verbleib |
| --------------- | -------------------- | ------------------ | ---------------- | ----------------- | --- |
| Tanikaze (谷風) | Marinewerft Maizuru  | 20. September 1916 | 20. Juli 1918    | 30. Januar 1919   | 1. April 1935 außer Dienst gestellt und Nutzung als Hulk Haikan Nr.19, ab 1944 Übungsschiff für Kaiten-Torpedos; nach 1945 abgebrochen |
| Kawakaze (江風) | Marinewerft Yokosuka | 15. Februar 1917   | 10. Oktober 1917 | 11. November 1918 | 1. April 1934 außer Dienst gestellt und abgebrochen                                                                                    |

## Technische Beschreibung

### Rumpf
Der Rumpf eines Zerstörer der Kawakaze-Klasse war 102,56 Meter lang, 8,84 Meter breit und hatte bei einer Einsatzverdrängung von 1.605 Tonnen einen Tiefgang von 2,83 Metern.

### Antrieb
Der Antrieb erfolgte durch vier ölbefeuerte Kampon-Dampfkessel und zwei Getriebeturbinensätzen mit denen eine Leistung von 34.000 PS (25.007 kW) erreicht wurde. Die Leistung wurde an zwei Wellen mit je einer Schraube abgegeben. Die Höchstgeschwindigkeit betrug 37,5 Knoten (69 km/h). Es konnten 380 Tonnen Schweröl gebunkert werden was zu einer maximalen Fahrstrecke von 4.000 Seemeilen (7.408 km) bei 15 Knoten führte.

### Bewaffnung

#### Artillerie
Die Bewaffnung bestand aus drei 12-cm-Geschützen mit Kaliberlänge 45 des Typ 3. Diese konnten eine 20,4 Kilogramm schwere Granate bis zu 15 Kilometer weit schießen und waren in drei Einzellafetten verbaut. Diese Mittelpivotlafetten verfügten über einfache Schilde, welche dem Splitterschutz dienten, und hatten ein Gewicht von 8,9 Tonnen.

#### Flugabwehr
Zur Flugabwehr standen zwei 6,5-mm-Maschinengewehren Typ 3 zur Verfügung.

#### Torpedos
Die Torpedobewaffnung bestand aus zwei Dreifachtorpedorohrsätzen im Kaliber 53,3 cm, welche Torpedos des Typ 6 verschossen.

## Besatzung
Die Besatzung hatte eine Stärke von 128 Offizieren, Unteroffizieren und Mannschaften.